# Électricité du Vietnam
Pour les articles homonymes, voir EVN.
Électricité du Vietnam (vietnamien : Tập đoàn Điện lực Việt Nam, en abrégé EVN) est une entreprise publique basée à Hanoï au Viêt Nam.

## Présentation
L'activité principale de l'entreprise est de produire, de transporter et d'importer de l' électricité. 
Le Groupe a construit des centrales électriques, des réseaux de distribution d'électricité aux ménages, réglementé le réseau national, exporté et importé de l'électricité avec les pays voisins tels que la Chine et le Laos.
EVN avait aussi les projets suivants de construction de centrales nucléaires qui ont été abandonnés: 
- centrale nucléaire Ninh Thuận 1 (en)
- centrale nucléaire Ninh Thuận 2 (en)

## Capacités
En 2004, EVN avait une capacité de 8 860 MW avec un réseau de distribution de 19 396 kilomètres. Électricité du Vietnam a une capacité de production en 2004 de 40,9 TWh avec 14 centrales, avec une capacité à 50,8 % hydroélectriques, à 29,4 % thermique à gaz, à 13,6 % thermique à charbon et à 6,2 % thermique à pétrole.
Au 31 décembre 2016 les capacités de production sont les suivantes:
| # | Propriétaire           | Capacité (MW) | %      | Typologie des sources d'énergie.                                                                                            |
| - | ---------------------- | ------------- | ------ | --- |
| 1 | Électricité du Vietnam | 25 884        | 61.4 % | - Hydroélectricité (37,6 %) - Charbon (34,3 %) - Fioul (3,3 %) - Gaz (17,8 %) - Renouvelables (5,8 %) - Importation (1,2 %) |
| 2 | PetroVietnam           | 4 435         | 10.5 % | - Hydroélectricité (37,6 %) - Charbon (34,3 %) - Fioul (3,3 %) - Gaz (17,8 %) - Renouvelables (5,8 %) - Importation (1,2 %) |
| 3 | Vinacomin              | 1 785         | 4.2 %  | - Hydroélectricité (37,6 %) - Charbon (34,3 %) - Fioul (3,3 %) - Gaz (17,8 %) - Renouvelables (5,8 %) - Importation (1,2 %) |
| 4 | autres                 | 10 031        | 23.9 % | - Hydroélectricité (37,6 %) - Charbon (34,3 %) - Fioul (3,3 %) - Gaz (17,8 %) - Renouvelables (5,8 %) - Importation (1,2 %) |
|   | Total                  | 42 135        | 100 %  | - Hydroélectricité (37,6 %) - Charbon (34,3 %) - Fioul (3,3 %) - Gaz (17,8 %) - Renouvelables (5,8 %) - Importation (1,2 %) |

## Centrales
Au 31 décembre 2016 les centrales de production sont les suivantes:
| #  | Nom de la centrale  | Capacité (MW) | Type             | Producteur          |
| -- | ------------------- | ------------- | ---------------- | ------------------- |
| 1  | Hoa Binh            | 1 920         | Hydroélectricité | A. EVN 9 042 MW     |
| 2  | Son La              | 2 400         | Hydroélectricité | A. EVN 9 042 MW     |
| 3  | Lai Chau            | 1 200         | Hydroélectricité | A. EVN 9 042 MW     |
| 4  | Tuyen Quang         | 342           | Hydroélectricité | A. EVN 9 042 MW     |
| 5  | Ialy                | 720           | Hydroélectricité | A. EVN 9 042 MW     |
| 6  | Se San 3            | 260           | Hydroélectricité | A. EVN 9 042 MW     |
| 7  | Pleikrong           | 100           | Hydroélectricité | A. EVN 9 042 MW     |
| 8  | Se San 4            | 360           | Hydroélectricité | A. EVN 9 042 MW     |
| 9  | Tri An              | 400           | Hydroélectricité | A. EVN 9 042 MW     |
| 10 | Ban Chat            | 220           | Hydroélectricité | A. EVN 9 042 MW     |
| 11 | Huoi Quang          | 520           | Hydroélectricité | A. EVN 9 042 MW     |
| 1  | Ban Ve              | 320           | Hydroélectricité | B. GENCO 1 6 389 MW |
| 2  | Dai Ninh            | 300           | Hydroélectricité | B. GENCO 1 6 389 MW |
| 3  | Dong Nai 3          | 180           | Hydroélectricité | B. GENCO 1 6 389 MW |
| 4  | Dong Nai 4          | 340           | Hydroélectricité | B. GENCO 1 6 389 MW |
| 5  | Song Tranh 2        | 190           | Hydroélectricité | B. GENCO 1 6 389 MW |
| 6  | Da Nhim             | 160           | Hydroélectricité | B. GENCO 1 6 389 MW |
| 7  | Ham Thuan           | 300           | Hydroélectricité | B. GENCO 1 6 389 MW |
| 8  | Da Mi               | 175           | Hydroélectricité | B. GENCO 1 6 389 MW |
| 1  | Uong Bi             | 105           | Charbon          | B. GENCO 1 6 389 MW |
| 2  | Uong Bi Extension 1 | 300           | Charbon          | B. GENCO 1 6 389 MW |
| 3  | Uong Bi Extension 2 | 330           | Charbon          | B. GENCO 1 6 389 MW |
| 4  | Quang Ninh 1        | 600           | Charbon          | B. GENCO 1 6 389 MW |
| 5  | Quang Ninh 2        | 600           | Charbon          | B. GENCO 1 6 389 MW |
| 6  | Duyen Hai 1         | 1 244         | Charbon          | B. GENCO 1 6 389 MW |
| 7  | Duyen Hai 3         | 1 245         | Charbon          | B. GENCO 1 6 389 MW |
| 8  | Nghi Son 1          | 600           | Charbon          | B. GENCO 1 6 389 MW |
| 1  | Quang Tri           | 64            | Hydroélectricité | C. GENCO 2 4 058 MW |
| 2  | An Khe - Kanak      | 173           | Hydroélectricité | C. GENCO 2 4 058 MW |
| 3  | Song Bung 4         | 156           | Hydroélectricité | C. GENCO 2 4 058 MW |
| 4  | Thac Mo             | 150           | Hydroélectricité | C. GENCO 2 4 058 MW |
| 5  | A Vuong             | 210           | Hydroélectricité | C. GENCO 2 4 058 MW |
| 6  | Song Ba Ha          | 220           | Hydroélectricité | C. GENCO 2 4 058 MW |
| 1  | Pha Lai 1           | 440           | Charbon          | C. GENCO 2 4 058 MW |
| 2  | Pha Lai 2           | 600           | Charbon          | C. GENCO 2 4 058 MW |
| 3  | Hai Phong 1         | 600           | Charbon          | C. GENCO 2 4 058 MW |
| 4  | Hai Phong 2         | 600           | Charbon          | C. GENCO 2 4 058 MW |
| 1  | Can Tho             | 35            | Fioul            | C. GENCO 2 4 058 MW |
| 2  | O Mon 1             | 660           | Fioul            | C. GENCO 2 4 058 MW |
| 1  | Can Tho             | 150           | Gaz              | C. GENCO 2 4 058 MW |
| 1  | Buon Kuop           | 280           | Hydroélectricité | D. GENCO 3 6 395 MW |
| 2  | Buon Tua Srah       | 86            | Hydroélectricité | D. GENCO 3 6 395 MW |
| 3  | Srepok 3            | 220           | Hydroélectricité | D. GENCO 3 6 395 MW |
| 4  | Thac Ba             | 120           | Hydroélectricité | D. GENCO 3 6 395 MW |
| 5  | Vinh Son            | 66            | Hydroélectricité | D. GENCO 3 6 395 MW |
| 6  | Song Hinh           | 70            | Hydroélectricité | D. GENCO 3 6 395 MW |
| 1  | Ninh Binh           | 100           | Charbon          | D. GENCO 3 6 395 MW |
| 2  | Vinh Tan 2          | 1 244         | Charbon          | D. GENCO 3 6 395 MW |
| 3  | Mong Duong 1        | 1 080         | Charbon          | D. GENCO 3 6 395 MW |
| 1  | Phu My 2.1          | 896           | Gaz              | D. GENCO 3 6 395 MW |
| 2  | Phu My 1            | 1 108         | Gaz              | D. GENCO 3 6 395 MW |
| 3  | Phu My 4            | 458           | Gaz              | D. GENCO 3 6 395 MW |
| 4  | Ba Ria              | 389           | Gaz              | D. GENCO 3 6 395 MW |
| 5  | Thu Duc             | 114           | Gaz              | D. GENCO 3 6 395 MW |
| 1  | Thu Duc             | 165           | Fioul            | D. GENCO 3 6 395 MW |

## Galerie

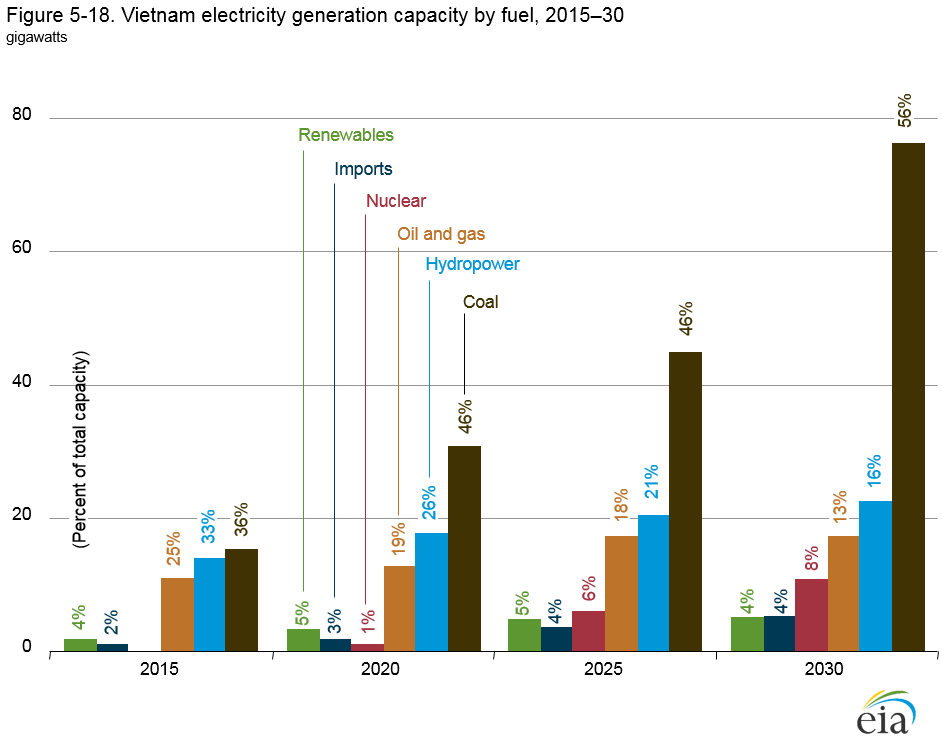
Prévisions de la répartition de la production d'électricité au Viêt Nam.